# Podgračeno
Podgračeno je naselje u Općini Brežice u istočnoj Sloveniji. Podgračeno se nalazi u pokrajini Dolenjskoj i statističkoj regiji Donjoposavskoj. 

## Stanovništvo
Prema popisu stanovništva iz 2002. godine Podgračeno je imalo 28 stanovnika.

### Etnički sastav
1991. godina:
- Slovenci: 34 (100%)